# Stefano Capozucca
Stefano Capozucca (Roma, 1º gennaio 1955) è un dirigente sportivo ed ex calciatore italiano, di ruolo difensore.

## Carriera
Dopo una carriera da difensore in Serie C nel Monza, Derthona e soprattutto nella Biellese a cavallo tra gli anni settanta e anni ottanta, inizia la sua carriera da dirigente sportivo al Corsico nel Campionato Nazionale Dilettanti nel 1994. Dopo una stagione alla Pro Patria passa al Varese da direttore generale, con il quale ottiene una promozione in Serie C1. Nel biennio successivo copre l'analogo ruolo, ma per la prima volta in Serie B, alla Ternana mentre nell'estate 2004 approda al Genoa.
Nella sua prima stagione in Liguria è uno degli artefici della vittoria del campionato. Pochi giorni dopo la matematica promozione in Serie A però scoppia il "Caso Genoa". Il 14 giugno 2005 infatti i Carabinieri fermarono nei pressi di Cogliate un'auto su cui viaggiava Giuseppe Pagliara, dirigente del Venezia. Durante la perquisizione, venne rinvenuta in una valigetta una busta contenente un modulo di contratto di vendita intestato al Genoa riguardante il paraguaiano Rubén Maldonado e 250.000 euro in contanti: i Carabinieri chiesero a Pagliara il perché di tutti quei soldi, e Pagliara rispose di essere un dirigente del Venezia e di avere appena venduto al Genoa il giocatore, e che i 250.000 euro sarebbero stati un anticipo della somma pattuita.. Questo fatto, unito ad altri indizi ed intercettazioni telefoniche tra membri dei due club, fu la prova della combine tra il Grifone e i veneti per "normalizzare" la partita decisiva per la promozione, poi vinta dal Genoa per 3-2. Nel processo sportivo il Genoa fu declassato all'ultimo posto e retrocesso in Serie C1 e Capozucca, in quanto direttore sportivo del club fu squalificato per 5 anni, confermati anche in appello.
Nel processo penale Capozucca fu condannato in primo grado e in appello a 4 mesi di reclusione, ma la sentenza fu rigettata dalla Cassazione e al secondo appello il 15 febbraio 2011 venne assolto in quanto le intercettazioni fatte sul caso dal Gip di Genova tra il maggio e il giugno del 2005, che portarono alla loro condanna, erano inutilizzabili.
Nonostante la squalifica sportiva rimase tesserato con il Genoa fino al 2014, escluso un intermezzo di una stagione nel 2013 al Livorno. Da direttore sportivo a Genova gli si possono intestare le valorizzazioni di giocatori quali Diego Milito, Thiago Motta, Marco Borriello e Domenico Criscito, ma anche la scoperta di Mattia Perin e Stephan El Shaarawy. Al Genoa dovette fare un gran lavoro anche con le cessioni, vista la tendenza del presidente Enrico Preziosi ad acquistare un numero elevato di giocatori.
Terminata l'avventura in Liguria si trasferisce al Cagliari nel 2015, appena retrocesso in Serie B. Contestualmente viene scelto come responsabile del settore giovanile Mario Beretta, suo allenatore fidato e tecnico ai tempi del Corsico, del Varese e della Ternana. Con lui al primo anno i sardi ottengono la promozione in massima serie, e rimarrà un'altra stagione nella quale otterrà l'undicesimo posto anche grazie all'acquisto del suo pupillo Borriello, che risulterà capocannoniere della squadra. Interrotto il rapporto coi rossoblù diventa per una stagione consigliere di mercato del Frosinone e poi nel 2019 ritorna per la terza volta al Genoa, ma l'esperienza si conclude già a dicembre.
Il 22 febbraio 2021 ritorna in Sardegna nuovamente come direttore sportivo del Cagliari, in sostituzione di Pierluigi Carta, che sconta due sessioni di calciomercato non esaltanti e complice nella scelta di Eusebio Di Francesco alla guida della formazione presieduta da Tommaso Giulini. Presentato congiuntamente con il nuovo allenatore Leonardo Semplici, con lui raggiunge una salvezza difficilmente pronosticabile ai tempi del loro arrivo. Nell'estate successiva però il tecnico toscano viene sì confermato ma poi esonerato dopo tre giornate. Capozucca avalla la decisione di sostituirlo con Walter Mazzarri nonostante il suo scetticismo e a fine stagione sarà retrocessione. Nell'estate 2022 viene confermato e gli viene affidato il compito di rivoluzionare la rosa, affidata a Fabio Liverani, per il primo campionato di Serie B dei sardi dopo sei stagioni in massima divisione. Tuttavia l'avvio stentato e i soli 14 punti in 10 partite, con la squadra fuori dalla zona play-off e a 7 punti dalla vetta, portano il presidente Tommaso Giulini a compiere un azzeramento  dei vertici societari risolvendo il contratto con il direttore generale Mario Passetti e Capozucca da direttore sportivo. Il 28 luglio 2023 torna dopo 19 anni alla Ternana. ma non riesce nell'impresa di evitarne la retrocessione. Il club successivamente decide di rimpiazzarlo con l'ex bandiera del club Carlo Mammarella.

## Carriera in sintesi
- 1994-1995:  Corsico - Direttore generale
- 1995-1996:  Pro Patria - Direttore generale
- 1996-2002:  Varese - Direttore generale
- 2002-2004:  Ternana - Direttore generale
- 2004-2012:  Genoa - Direttore sportivo
- 2013-2014:  Livorno - Direttore sportivo
- 2014-2015:  Genoa - Direttore tecnico
- 2015-2017:  Cagliari - Direttore sportivo
- 2018-2019:  Frosinone - Consulente strategico
- 2019:  Genoa - Direttore sportivo
- 2021-2022:  Cagliari - Direttore sportivo
- 2023-2024:  Ternana - Direttore sportivo